# Calixa Lavallée
Calixa Lavallée (eigenlijk: Callixte) (Sainte Théodosie de Verchères (Quebec), 28 december 1842 – Boston, 21 januari 1891) was een Canadees componist, muziekpedagoog, dirigent, organist en pianist. Hij is de componist van onder andere het Canadese volkslied Ô Canada.

## Levensloop

### Genealogie
Hij was het eerste kind van het echtpaar Augustin Lavallée en Charlotte-Caroline Valentine en behoort tot de achtste generatie van de Pasquier (ook Pasquet of Pâquet), genoemd Lavallée. Van vaderskant vertrok een voorvader Isaac Pasquier, genoemd Lavallée, vanuit de voormalige provincie Poitou in Frankrijk in de zomer 1665 als soldaat van het Régiment de Carignan-Salières naar Nieuw-Frankrijk. Zijn voorvader van moeders kant was de soldaat James Valentine, een inwoner van Montrose in Schotland, die in Verchères met Québécoise Louise Leclerc trouwde. Calixa Lavallée is een aangetrouwde neef van de componist Alphonse Lavallée-Smith, een zoon van het echtpaar dr. Wenceslas Smith en Zenobia Lavallée, die bovendien een nicht van Calixa Lavallée is.

### Jeugd, opleiding en het eerste optreden
Zijn muzikale interesse werd al in zijn jonge jaren gewekt door zijn vader. Augustin Lavallée was van beroep smid en houthakker, en van nevenberoep kapelmeester van de plaatselijke blaaskapel. Daarnaast was hij ook instrumenten- maar vooral luitenbouwer. Van hem kreeg Calixa piano-, trompet- en vioolles. Het gezin vertrok rond 1850 naar Saint-Hyacinthe, waar Augustin Lavallée onder andere voor de orgelbouwer Jozef Casavant werkte. Van Casavant kreeg Calixa op elfjarige leeftijd ook orgelles. Hij kreeg verder pianoles van Paul Letondal en Charles Sabatier. Twee jaar later gaf hij een pianoconcert in het Koninklijke theater in Montreal.

### Muzikale carrière en wereldreiziger
In 1857 vestigde hij zich in Rhode Island in de Verenigde Staten. In hetzelfde jaar won hij een wedstrijd in New Orleans en werd aldaar door een Spaanse violist genamad Olivera uitgenodigd hem op de piano te begeleiden bij zijn concertreizen door Brazilië, Mexico en de Caraïben. Weer terug in de Verenigde Staten meldde hij zich in september 1861 in Providence bij het Muziekkorps van 4e Rhode Island Infanterie Regiment, van het leger van de Unie tijdens de Amerikaanse Burgeroorlog. Hij werd bevorderd tot de rang van luitenant, maar raakte gewond in de Slag bij Antietam en werd in oktober 1862 eervol ontslagen. Hij ging terug naar Canada en gaf in 1864 een concert in Montreal. Hij raakte bevriend met de Belgische violist François Jehin-Prume en zij gaven samen diverse concerten.
Korte tijd later ging hij opnieuw naar de Verenigde Staten, eerst naar New Orleans en via San Diego naar New England. In 1867 trouwde hij in Lowell met Josephine Gently (of Gentilly); samen kregen zij vier zonen. Vervolgens verhuisde hij naar Boston waar hij werkte als muziekleraar. Misschien heeft hij in deze periode ook zijn opera TIQ, the Indian question settled at last geschreven. Rond 1870 werd hij directeur van het Grand Opera House in New York. Daarvoor componeerde hij zijn opera Loulou, die in 1872 in première ging. Toen de eigenaar van het operagebouw James Fisk werd vermoord, werd de productie afgezet en Lavallée verloor zijn baan.
Hij ging ontmoedigd terug naar Montreal maar kreeg steun van een aantal bewonderaars, vooral Léon Derome. Daarmee kon hij in het voorjaar 1875 naar Frankrijk en studeerde musicologie in Parijs, en daarnaast piano bij Antoine François Marmontel en compositie bij François Bazin en François-Adrien Boïeldieu. Hij componeerde in die tijd verschillende pianostukken. Misschien schreef hij ook een Suite d’orchestre, die in juli 1874 door een 80 muzikanten tellend orkest onder leiding van Adolphe Maton werd uitgevoerd, maar de partituur van dit werk is spoorloos verdwenen. In juli 1875 ging hij naar Montreal terug met de intentie om daar beroemde opera's uit te voeren. Zowel in Montreal als in Quebec bracht hij La Dame Blanche van François-Adrien Boieldieu en het toneelstuk Jeanne d’Arc met de muziek van Charles Gounod ter uitvoering. Het waren artistieke successen, maar financieel mislukte het project. Intussen was hij als organist en koorleider werkzaam aan de "Saint-Jacques-le-Mineur"-kerk (1875-1879). Later werkte hij als organist aan de Saint-Patrick-kerk in de stad Quebec. Op aandringen van de overheid componeerde hij een cantate, die uitgevoerd zou worden bij de ontvangst van de nieuwe gouverneur-generaal van Canada, John Campbell (1845-1914), de negende Hertog van Argyll, en zijn vrouw prinses Louise van Saksen-Coburg en Gotha (1848-1939) op 11 juli 1879. De uitvoering met een 150-stemmig koor, solisten en een groot orkest onder leiding van Lavallée werd een groot succes. Met een beroep op de beloften van de regering nam Lavallée een groot deel van de kosten op zich, maar de regering weigerde de 'schuld' aan de componist te betalen.
In 1880 kreeg hij van het "Nationaal Congres van de Franstalige Canadezen" via de Société Saint-Jean-Baptiste de opdracht de hymne Ô Canada te componeren, waarvoor Adolphe-Basile Routhier de tekst had geschreven. Deze hymne zou op 24 juni 1880 tijdens het feest van Sint Johannes, of de Fête nationale du Québec, door drie muziekkorpsen van het Canadese leger onder leiding van Joseph Vézina in première gaan. De populariteit van deze hymne breidde zich in korte tijd uit over de gehele provincie en zelfs tot in het Engelstalige Canada, waar het in 1901 van een Engelse tekst werd voorzien. De populariteit groeide verder en de hymne werd op 1 juli 1980 tot officieel volkslied verklaard. Lavallée poogde ook een conservatorium in Canada te vestigen, maar de Canadese regering weigerde om het te financieren. Hij dirigeerde ook concerten in grote zalen en gebouwen, bijvoorbeeld in de muziekacademie in Montreal.
Ondanks het succes van zijn hymne, bleef de financiële situatie van Lavallée precair. Hij ging opnieuw naar de Verenigde Staten, waar hij docent werd aan het Boston Conservatorium en organist alsook koordirigent aan de kerk van het Heilig Kruis (Holy Cross). Hij werd lid van de Music Teachers National Association, en tijdens het congres van deze organisatie op 3 juli 1884 werden in een concert werken van hem met succes uitgevoerd. In 1887 werd hij op het congres in Indianapolis verkozen tot voorzitter van de Music Teachers National Association in de Verenigde Staten.
Als componist schreef hij werken voor orkest, harmonieorkest, muziektheater (3 opera's, operettes), vocale muziek en kamermuziek. Hij stierf in 1891 in Boston. Joseph-Laurent Gariépy, kapelmeester van de Victoria Rifles en kornetvirtuoos, heeft zich ervoor ingezet dat de overblijfselen in 1933 op de begraafplaats Côte-des-Neiges in Montreal haar laatste rust zouden vinden. De muzikale werken van Lavallée worden bewaard in het archief van de Bibliothèque et Archives nationales du Québec in Montreal.
Naar Calixa Lavallée zijn een klein dorp (Calixa-Lavallée) in het Zuidoosten van Montreal, een middelbare school in Montreal, alsmede straten in Montreal (Rue Calixa-Lavallée), Quebec (Avenue Calixa-Lavallée) en Saint-Hyacinthe vernoemd. Verder wordt sinds 1959 een muziekprijs "Le prix Calixa-Lavallée (musique)" uitgereikt door de Société Saint-Jean-Baptiste de Montreal.

## Composities

### Werken voor orkest
- 1872 Pas redoublé sur des airs canadiens
- voor 1874 Suite d'orchestre (verloren gegaan)
- 1888 La Rose Nuptiale (The Bridal Rose), ouverture
- 1888 The Golden Fleece, ouverture
- 1888 Le Roi de Carreau (King of Diamonds), ouverture
- Mouvement à la Pavane, ouverture
- Ouverture: Patrie
- Symphonie «dédiée à la ville de Boston», voor gemengd koor en orkest

### Werken voor harmonie- en fanfareorkest
- 1888 La Rose Nuptiale (The Bridal Rose), ouverture
- 1888 The Golden Fleece, ouverture
- 1888 Le Roi de Carreau (King of Diamonds), ouverture
- 1891 Marche indienne / Indian March (« Military march », nr. 6 uit de opera "TIQ ...")
- Rhapsodie sur des airs irlandais, voor fanfareorkest

### Muziektheater

#### Opera's
| Voltooid in | titel                | aktes        | première                          | libretto        |
| ----------- | -------------------- | ------------ | --------------------------------- | --------------- |
| 1872        | Loulou (Lou-Lou)     | 3 bedrijven  | 1872, New York, Grand Opera House |                 |
| 1881        | Le Veuve (The widow) | 3 bedrijven  | 1881 New Orleans                  | Frank H. Nelson |
| 1886        | Salomon              | 2 fragmenten |                                   |                 |

#### Operettes
| Voltooid in | titel                                     | aktes       | première | libretto                                                   |
| ----------- | ----------------------------------------- | ----------- | -------- | ---------------------------------------------------------- |
| 1865-1866   | TIQ (The Indian Question Settled at Last) | 2 bedrijven | 1883     | Will F. Sage met gebruik van gedichten van Phillips Hawley |
|             | La Rose Nuptiale (The Bridal Rose)        |             |          |                                                            |
|             | Le Roi de Carreau (King of Diamonds)      |             |          |                                                            |

### Vocale muziek

#### Oratoria
- Voor 1883 Tu es Petrus / Glory, Blessing, Praise and Honor, voor sopraan, bas, gemengd koor, orkest en orgel

#### Cantates
- 1879 Cantate en l'honneur du marquis de Lorne et de la princesse Louise, voor solisten, groot koor en orkest - tekst: Napoléon Legendre

#### Werken voor koor
- 1880 Ô Canada, voor gemengd koor/samenzang en orkest(en)/harmonieorkest(en) - tekst: Adolphe-Basile Routhier
- Hymne à la paix / Hymn of Peace «dédié à toutes les nations du monde», voor gemengd koor

#### Liederen
- 1863 Do I Love You?, voor zangstem en piano - tekst: F. Johnson
- 1869 Beautiful Girl of Kildare, voor zangstem en piano - tekst: R.A. Warren
- 1869 Leaving Home and Friends, voor zangstem en piano - tekst: F. Dumont
- 1869 The Lost Love, voor zangstem en piano - tekst: F. Dumont
- 1879 Harmonie, voor zangstem en piano - tekst: François-Alexandre-Hubert La Rue
- 1879 Violette / «Violet», voor zangstem en piano - tekst: Napoléon Legendre, Franse vertaling: P.J. Curran
- 1880 Nuit d'été / Summer Night, voor zangstem en piano - tekst: Napoléon Legendre, Franse vertaling: P.J. Curran
- 1881 L'Absence, romance voor zangstem en piano - tekst: Rémi Tremblay
- 1885 The fountain, voor zangstem en piano - tekst: James Russell Lowell - ter gelegenheid van de opening van de fontein aan de Eaton Square, Ward 24 in Boston op 24 oktober 1885 in herdenking aan Theodore Lyman jr. (1792-1849), burgemeester van Boston (Massachusetts) in 1834-1835
- 1886 Andalouse «boléro», voor zangstem en piano, op. 38 - tekst: Alfred de Musset, Franse vertaling: L.C. Elson
- 1888 Restons Français «chant de la Ligue des Patriotes», voor zangstem en piano - tekst: Rémi Tremblay
- Le Facteur, voor zangstem en piano - tekst: J.H. Malo
- Trois chansons, voor zangstem en piano - tekst: Mme Duval-Thibault

### Kamermuziek
- 1874 Le Papillon - Étude en si mineur (b-mineur), voor dwarsfluit, klarinet en piano, op. 18
- 1880 Grande fantaisie, voor kornet en piano, op. 75
- 1880 Méditation, voor kornet en piano
- 1890 Suite, voor cello en piano
- 1890 Concert, voor cello en piano
- Sonate, voor viool en piano
- 2 Strijkkwartetten
- Trio, voor viool, cello en piano

### Werken voor piano
- 1861 The War Fever «grand galop charactéristique», op. 4
- 1861 Col. Ellsworth Gallopade (To the memory of Col. E.E. Ellsworth)
- 1861 The First Welcome, «polka charactéristique»
- 1863 The Ellinger «polka de salon», op. 8
- 1865 L'Oiseau mouche / Humming Bird «bluette de salon», op. 11
- 1866 Shake Again Galop «An answer to "Slap Bang" or Here we are again», op. 27
- 1866 Une Couronne de lauriers «caprice», op. 10
- 1870 Vole au vent «petit galop»
- 1874 Le Papillon - Étude en si mineur (b-mineur), op. 18[4]
- 1875 Grande marche de concert, op. 14
- 1876 Bon Voyage «galop de concert»
- 1878 Marche funèbre «Hommage à Pie IX»
- 1886 Première valse de salon / First Salon Waltz, op. 39
- 1886 Mouvement à la pavane, op. 41
- 1887 La Petite Hermine «galop»
- 1887 Marche américaine
- Fleur de mai / May Flower «polka de salon»
- Grande valse de concert, op. 6
- Souvenir de Tolède «mazurka de salon», op. 17
- Une Grande fantaisie sur "Il Trovatore"

## Publicaties
- Style and expression, Music Teachers National Association of America, 1883.
- The Future of music in America, in: The Etude, nov. 1886.